# Stephania Potalivo
Stephania Louise Potalivo (født 26. september 1986) er en dansk skuespillerinde og tv-vært.
Potalivo debuterede som skuespiller i filmen Farligt venskab (1995) og har siden medvirket i flere danske film- og tv-produktioner såsom Buldermanden (1995), Far, mor og Blyp (1996), Lykkefanten (1997), Albert (1998), Mirakel (2000), SJIT Happens og Dicte.  Hun har ligeledes været vært på programmer som Voice Junior, Børnenes MGP og Alle mod 1.

## Opvækst
Potalivo blev født den 26. september 1986 i Charlottenlund som datter af Elisabeth Potalivo og en italiensk far. Hun har to ældre søskende, Christian Potalivo (f. 1979) og Sophia Potalivo (f. 1982).
Potalivo voksede op i Charlottenlund og gik på Skovshoved skole. Hun fik sin skuespillerdebut som 9-årig i Jørn Faurschous drama-sci-fi Farligt venskab i 1995. Potalivos bror var egentlig til casting til en hovedrolle i filmen, da produktionen pludselig også efterspurgte en pige, som skulle spille lillesøster. Potalivo kom til casting og endte med at få rollen, mens hendes bror ikke gik videre. Potalivo medvirkede efterfølgende i flere børnefilm- og serier, som Buldermanden (1996), Far, mor og Blyp (1996), Lykkefanten (1997) og i filmatiseringen af Ole Lund Kirkegaards børnebog, Albert (1998). For sin rolle som pigen Ida, der forsøger at holde sammen på sin familie med alkoholiseret mor, i filmen Lykkefanten (1997) vandt Potalivo prisen "Best Actress" ved den canadiske børnefilmfestival, Carrousel international du film de Rimouski i 1998. I 2000 medvirkede hun i ungdomsfilmen Mirakel, hvilket også blev hendes sidste filmrolle i næsten et årti, da hun som 13-14 årig ikke længere ønskede at lave skuespil.
Potalivo red meget som barn, og ønskede i en periode at blive professionel rytter. Hun udviklede dog svær allergi overfor heste, da hun var omkring 16 år, så hun måtte stoppe med at ride.
Potalivo startede på gymnasiet, men valgte at droppe ud. Hun arbejdede herefter som ekspedient og pædagogmedhjælper. Da hun var omkring 20 år gammel blev Potalivo atter interesseret i skuespil og efter opfordring fra sin mor, tog hun på Den Europæiske Filmhøjskole i Ebeltoft, hvor hun blev bekræftet i at hun ønskede at blive skuespiller. Potalivo blev efterfølgende optaget på den 1-årige filmskuespilleruddannelse på Det Danske Filmskuespillerakademi og har taget skuespilkurser i New York.

## Karriere
I 2012 til 2017 spillede Potalivo den kvindelige hovedrolle, Ane, i TV 2 Zulus sitcom SJIT Happens, hvor hun spillede overfor Ruben Søltoft, Claes Quaade Mortensen, Jonathan Harboe og Nikolaj Stokholm. Serien blev modtaget med positive anmeldelser, og vandt prisen for "Årets danske tv-serie" ved Zulu Awards i fire år i træk. Potalivo modtog for sin rolle som Ane prisen som "Årets skuespiller" ved Zulu Awards i 2016, og modtog en Robert-nominering i kategorien "Årets kvindelige hovedrolle - tv-serie" i 2015.
I 2015 medvirkede Potalivo i TV 2s underholdningsprogram og dansekonkurrence Vild med dans, hvor hun dansede med den professionelle danser, Morten Kjeldgaard. Parret nåede frem til finalen, hvor de tabte den endelige afstemning og dermed endte på 2. pladsen.
I 2021 var Potalivo vært på lørdagsunderholdningsprogrammet Alle mod 1, sammen med Joakim Ingversen.
I 2024 medvirkede Potalivo i DR-serien Hvordan bliver jeg gravid?, hvor hun ud fra egne personlige oplevelser fortalte om og undersøgte ufrivillig barnløshed og fertlilitetsbehandling. Samme år medvirkede hun også i efterfølgeren til Jagtsæson (2019) i Jagtsæson 2: I medgang og modgang og i TV 2-komedieserien De bedste år, hvor hun som den kvindelig hovedrolle Louise, spillede overfor Magnus Millang. I 2024 medvirkede hun også i anden sæson af Prime Videos underholdningsprogram LOL: Den der ler sidst.

## Privat
Potalivo blev gift med restauratør Nils-Petter Bro den 23. juni 2018 i Skovshoved Kirke. Parret mødte hinanden i 2016, og blev forlovet i 2018. Parret er bosat i Charlottenlund. Potalivo annoncerede i oktober 2024 at hun var gravid efter flere års fertilitetsbehandling. Potalivo og Bro har sammen en datter, Raffaella (f. 2025).

## Filmografi

### Film
| År   | Titel                             | Rolle       | Noter    |
| ---- | --------------------------------- | ----------- | -------- |
| 1995 | Farligt venskab                   | Anne        | Debut    |
| 1995 | Buldermanden                      | Ida         | Kortfilm |
| 1997 | Ogginoggen                        | Ida         | Kortfilm |
| 1997 | Lykkefanten                       | Ida         | Kortfilm |
| 1998 | Albert                            | Sabrina     |          |
| 1998 | Forbudt for børn                  | Ida         |          |
| 2000 | Mirakel                           | Karen Elise |          |
| 2010 | Karate nights                     | Tankpige    | Kortfilm |
| 2012 | Supernatural Tales                | Pigen       |          |
| 2012 | Ansigtet                          | Pigen       | Kortfilm |
| 2013 | Reception                         | Sofia       | Kortfilm |
| 2013 | Lækre til vi dør                  | Sally       | Kortfilm |
| 2016 | Klassefesten 3 - Dåben            | Nina        |          |
| 2019 | Jagtsæson                         | Bella       |          |
| 2021 | Centervagt                        | Ulla        |          |
| 2022 | Alle for fire                     | Ditte       |          |
| 2024 | Jagtsæson 2: I medgang og modgang | Bella       |          |

|

### TV-serier
| År        | Titel            | Rolle            | Noter     |
| --------- | ---------------- | ---------------- | --------- |
| 1996      | Far, mor og Blyp | Børneagent       |           |
| 2014      | Dicte            | Stefanie Høgsbro |           |
| 2017      | Mercur           | Gitte Skovgaard  |           |
| 2012-2017 | SJIT Happens     | Ane              |           |
| 2018      | Hånd i hånd      | Anne             |           |
| 2020      | Centrum          | Simone           | Afsnit 13 |
| 2024      | De bedste år     | Louise           |           |

## Optrædener
| År        | Titel                  | Rolle         | Noter               |
| --------- | ---------------------- | ------------- | ------------------- |
| 2015      | Vild med dans          | Deltager      | Endte på 2. pladsen |
| 2017      | Voice Junior           | Vært          |                     |
| 2018      | Lykkehjulet            | Bogstavvender |                     |
| 2019      | Stormester             | Deltager      |                     |
| 2021-2024 | Alle mod 1             | Vært          |                     |
| 2024      | LOL: Den der ler sidst | Deltager      |                     |

### Tegne- og animationsfilm
| År   | Titel                   | Rolle      | Noter  |
| ---- | ----------------------- | ---------- | ------ |
| 2017 | The Lego Batman Movie   | Poison Ivy | Stemme |
| 2017 | Emoji Filmen            | Flamenca   | Stemme |
| 2019 | Mugge & vejfesten       | Sofia      | Stemme |
| 2019 | The Angry Birds Movie 2 | Silver     | Stemme |

|}